# Pieńki Gorzkowskie
Pieńki [pronunciación en polaco: /ˈpjɛɲki ɡɔʂˈkɔfskʲɛ/] es un pueblo ubicado en el distrito administrativo de Gmina Gorzkowice, dentro del condado de Piotrków, Voivodato de Łódź, en el centro de Polonia. Se encuentra a unos 4 kilómetros al sureste de Gorzkowice, a 23 kilómetros al sur de Piotrków Trybunalski, y a 66 kilómetros al sur de la capital regional Łódź.